# Врхулє
Врхулє (словен. Vrhulje) — поселення в общині Кршко, Споднєпосавський регіон, Словенія. Висота над рівнем моря: 355 м.